# Walton (Leeds)
Pour les articles homonymes, voir Walton.
Walton est un village et une paroisse civile du Yorkshire de l'Ouest, en Angleterre. Il est situé à 3 km à l'est de la ville de Wetherby. Administrativement, il relève du district métropolitain de la Cité de Leeds.

## Toponymie
Walton est un nom de lieu courant en Angleterre. Il désigne littéralement en vieil anglais une ferme ou un village (tūn) de Bretons insulaires, le nom walh donné par les Anglo-Saxons à ces derniers étant également à l'origine du nom du pays de Galles.

## Démographie
Au recensement de 2011, la paroisse civile de Walton comptait 225 habitants.

## Culture locale et patrimoine
L'église paroissiale de Walton, dédiée à saint Pierre, remonte pour ses plus anciennes parties au XIIe siècle, même si le gros du bâtiment date du XIVe siècle. Elle constitue un monument classé de grade II* depuis 1966.